# Cocher (constellation)
Auriga
Pour les articles homonymes, voir Cocher.
Le Cocher (Auriga en latin) est une constellation de l'hémisphère nord.

## Nomenclature et mythologie
.

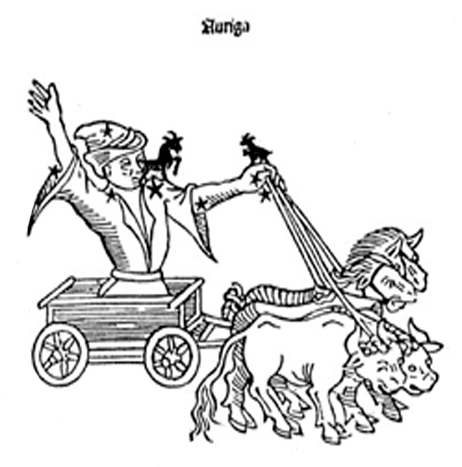
La figure d’Auriga dans l’édition du Poeticon astronomicon d’Hyginus de 1482.

En Mésopotamie, nous avons dès le tournant du 2e millénaire, une étoile nommée mul.giš.GIGIR, ce qui donne en akkadien Narkabtu, « le Char de guerre ou de parade », nom que les astronomes affectent à β Tau. Bien que l’on ne retrouve pas cette appellation dans la Série MUL.APIN, nous pouvons lire, dans la liste des étoiles de comput utilisée par les Journaux astronomiques, deux étoiles qui correspondent à cette figure : 6. ŠUR GIGIR šá SI, « la Boréale du Char » (β Tau), et 7. ŠUR GIGIR šá ULÙ, « l’Australe du Char » (ζ Tau).
Au-dessus du Char (giš.GIGIR) ainsi esquissé, se tient la figure de GÀM = Gamlu, « l’Arme courbe », connue comme giš.TUKUL ša ŠU 2 d.AMAR.UTU, soit « l’arme divine dans les mains de Marduk ». Ce nom est donc l’emblème du personnage de Marduk, quand il devint le maître des cieux à Babylone, et il correspond désormais à une constellation puisque l’étoile β Aur est elle-même nommée múl.ritti GÀM, « la Poignée de l’Arme courbe ». Selon une tradition conservée par Manilius et Teukros de Babylone, c’est ce personnage qui serait le conducteur du char. 
Chez les Grecs, la constellation est nommée Ἡνίοχος (Iníochos), littéralement « Celui qui tient les rênes », chez Eudoxe et Aratos, mais ce nom pourrait remonter à Euctémon. Ératosthène nous dit que, selon la légende, il s’agirait du premier homme que Zeus aurait vu atteler des chevaux à un char : Érichthonios, fils d’Héphaistos et de la Terre.
Le groupe formé par Aἴξ (Aíx), « la Chèvre » et les Ἔριφοι (Érifoi), « les Chevreaux », intégré dans la constellation d’Ἡνίοχος par Eudoxe et Aratos, n'est probablement pas d’ascendance mésopotamienne et reste vraisemblablement une création grecque. Selon Higynus, les Ἔριφοι auraient été placés par Cléostrate (VIe s.) à côté de Aἴξ, seulement attestée par Euctémon (Ve s.). Ératosthène rapporte que, selon Musée d'Athènes (VIe s. av. è. c.), cette chèvre serait celle à laquelle Amalthée confia Zeus pour en devenir sa nourrice.

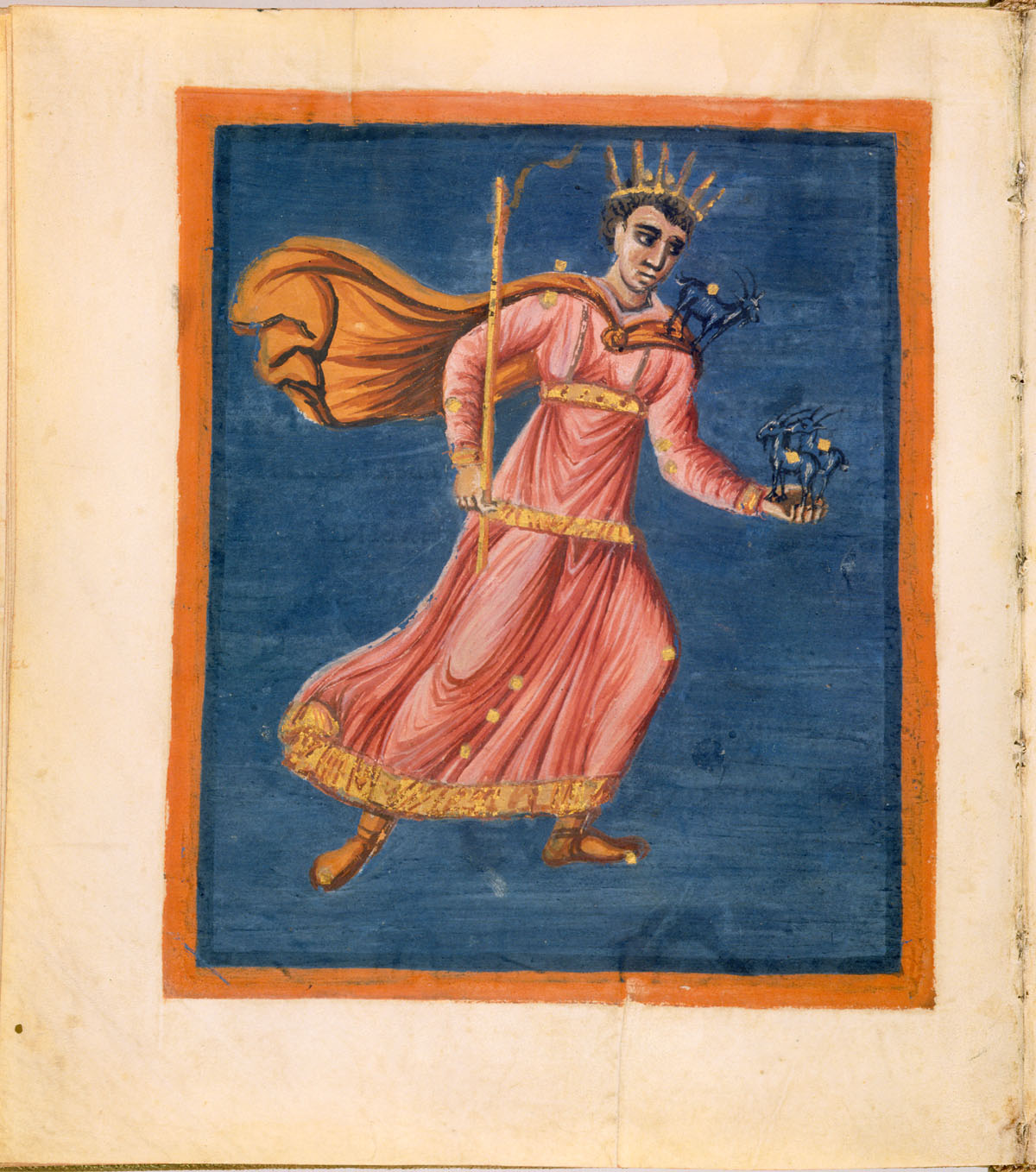
Auriga dans une édition des Aratea de Germanicus d’époque carolingienne (ca. 830-840).

Chez les Latins la constellation grecque d’Ἡνίοχος a été simplement reprise en Heniochus avec Pline l’Ancien, puis traduite en Auriga dès Cicéron. Le fait que l’étoile β Tauri ait été considérée par Ptolémée et ses prédécesseurs comme commune à  Ἡνίοχος et à Ταύρος (Távros) sous-entend que étoiles β, θ et ι Tauri étaient bien placées sur le Chariot du Cocher, dont le timon est amorcé par β Tauri. Il est symptomatique que c’est dans l’édition du Poeticon astronomicon d'Hyginus datant de la Renaissance que l’on trouve l’image d'Auriga guidant un char.
Les Latins ont de plus adopté sans difficulté l’astérisme Aἴξ + Ἔριφοι, dans lequel ils ont distingué Capra, puis son diminutif Capella à partir du poète Ennius (239-139 av. è. c.), et Haedi (cabri, en latin) à partir de Cicéron.
Chez les Arabes, nous avons, de façon habituelle, deux représentations du ciel parallèles et non exclusives, le ciel arabe traditionnel formaté à partir des manāzil al-qamar ou « stations lunaires », et le ciel formaté par les Grecs et adopté par les astronomes arabes au IXe siècle, ou ciel gréco-arabe.

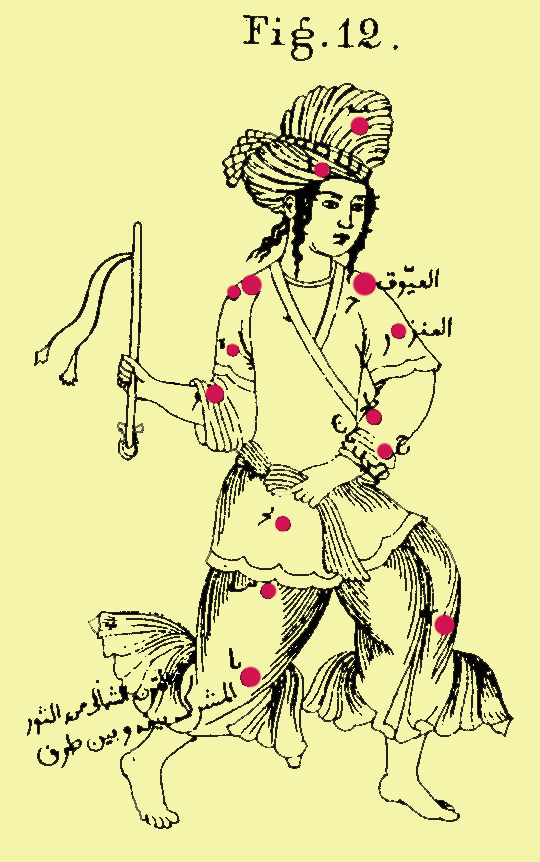
La figure de مممسك العنّان Mumsik al-ᶜInān dans le ciel gréco-arabe (d’après le traité de ᶜAbd al-Raḥmān al-Sūfī, 1606, St-Péterbourg).

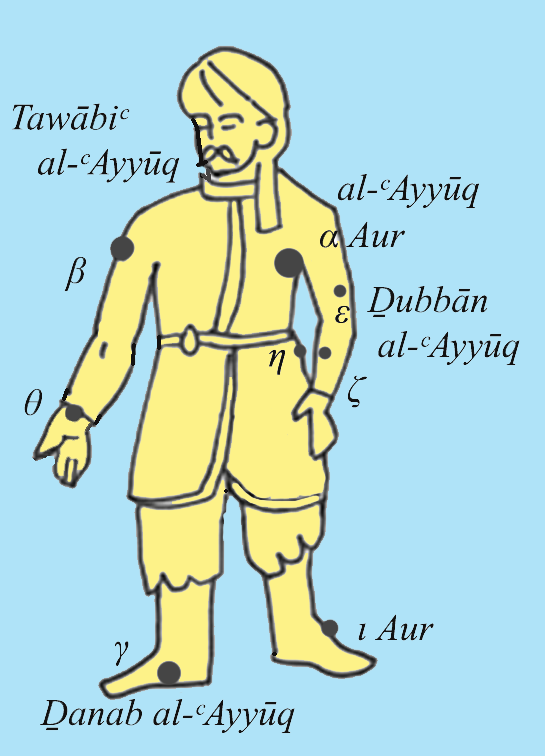
La figure de العيّوق al-ᶜAyyūq dans le ciel arabe traditionnel.

En traduisant la Μαθηματική σύνταξις de Claude Ptolémée, les astronomes arabes ont fait de l’Ἑνίοχος grec, Mumsik al-ᶜInān, littéralement « Celui qui tient les rênes ». Dans cette figure, Αἵξ, la « Chèvre », flanquée de deux Ἔριφοι, ses « Chevreaux », est devenue tout naturellement al-ᶜAnz, « la Chèvre » et al-Suḫlatān ou al-Ğudayān, « les Deux Chevreaux ». Cette figure gréco-arabe a donné plusieurs noms d’étoiles aux catalogues internationaux contemporains : Altawabi pour ι Aur, Mahasim pour θ Aur, et Menkalinan pour β Aur.
Mais bien, avant, les Anciens Arabes avaient créé, dans cet espace, la figure d’al-ᶜAyyūq, qui est à rapprocher Yaᶜūq, une des divinités antiques mentionnées par le Coran. Ce nom est passé sous la forme Alhajot dès l’an mil et n’a été remplacé qu’à partir de la Renaissance par son nom latin classique, Capella.
Une figure mineure apparaît au milieu de l’espace du Cocher, c’est al-Ḥibā’, « le Tente », objet classiquement imaginé dans le ciel arabe traditionnel, qui correspond en l’occurrence, à l'astérisme λμς Aur et qui a donné le nom Al Hiba pour ces étoiles dans des catalogues contemporains.

### en Europe

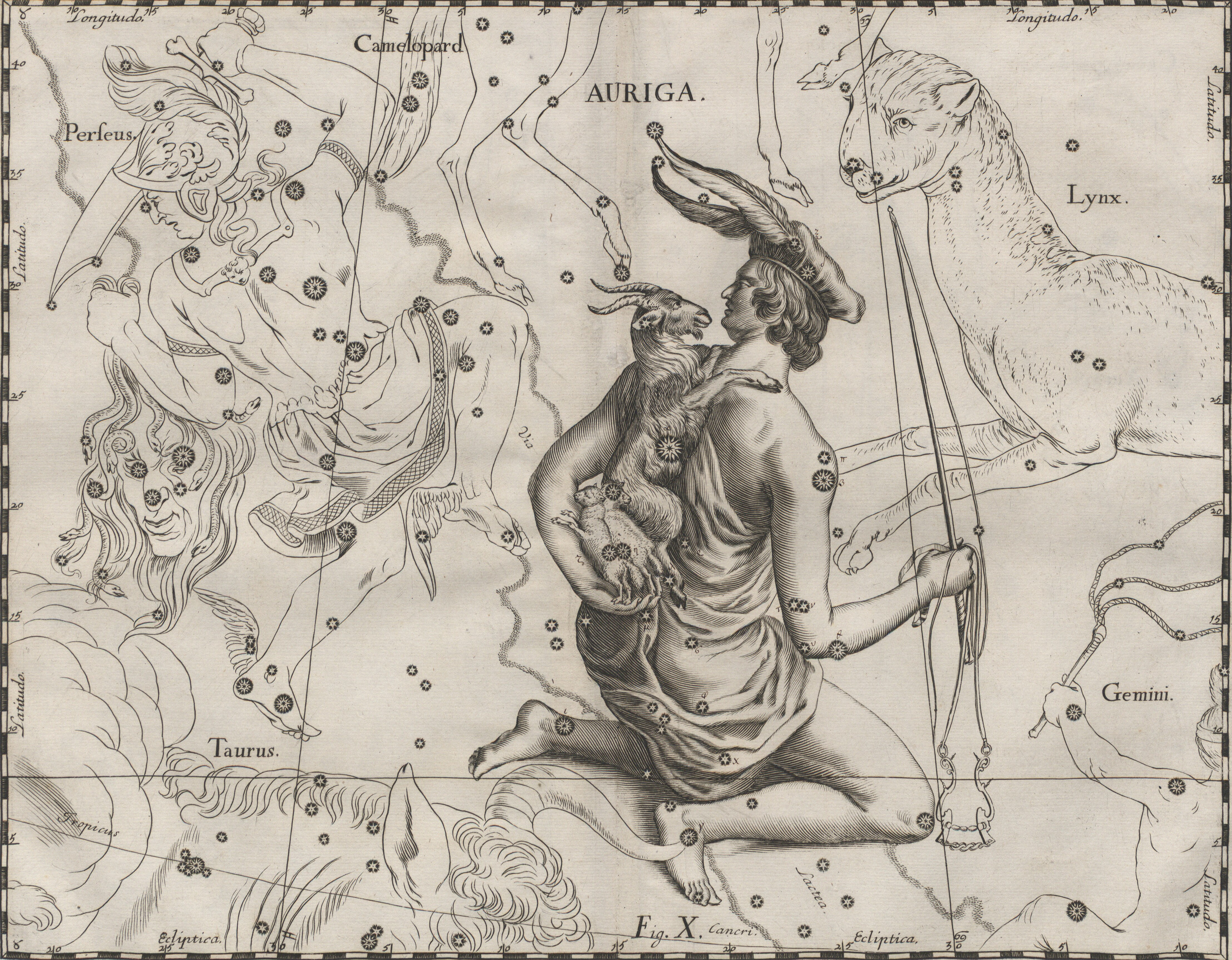
La figure dAuriga chez Hevelius, 1690.

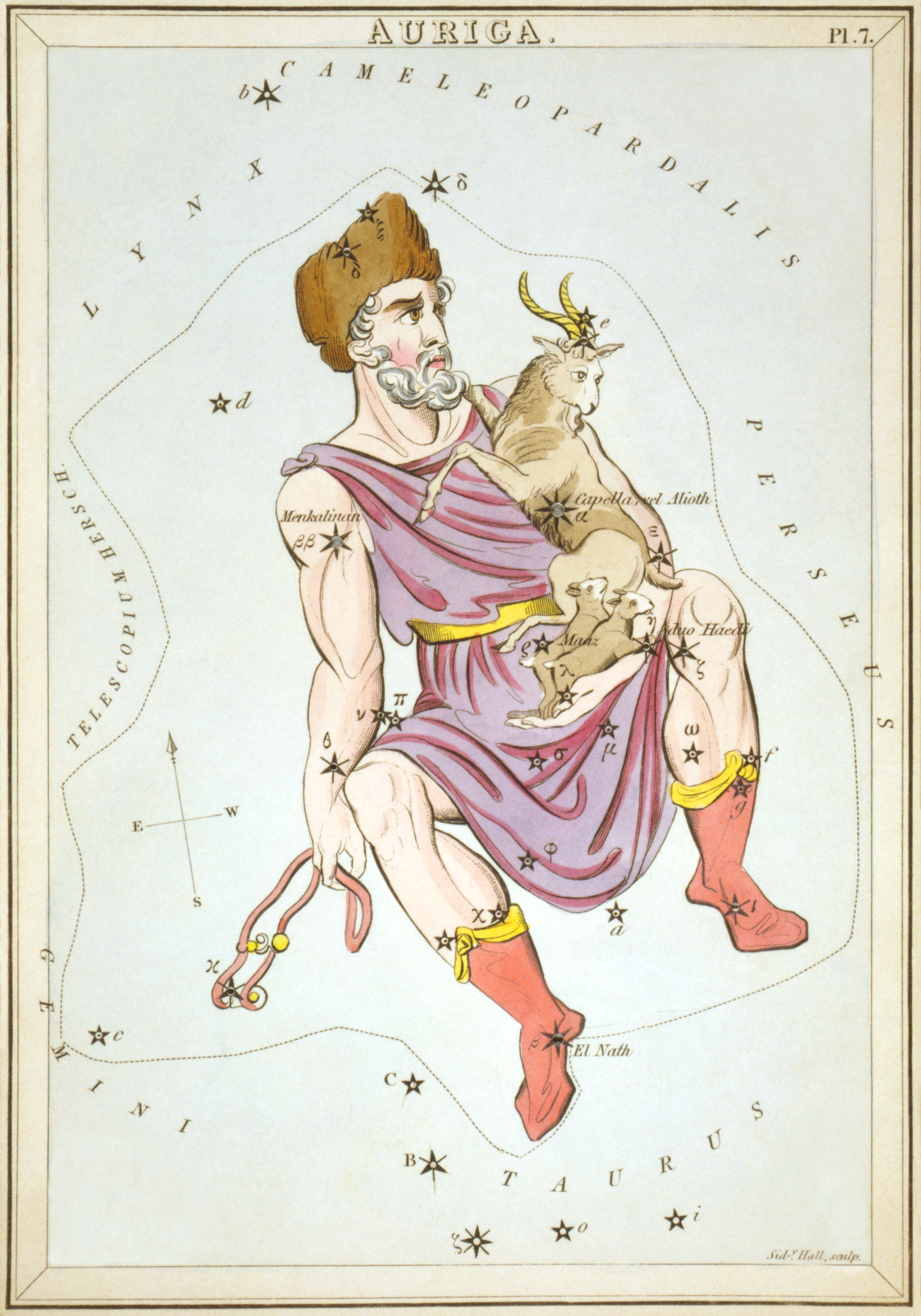
la figure du Cocher avec la Chèvre et les Deux Chevreaux vue par l’Urania's Mirror, 1824.

Au Moyen Âge, les clercs latins connaissaient le nom Auriga par les encyclopédies et les quelques manuscrits des Aratea, c’est-à-dire les versions latines des Φαινόμενα d’Aratos, à leur disposition, mais ils connurent dès l’an mil le nom arabe de cette figure. Nous lisons pourtant chez Gérard de Crémone (ca. 1175), cette seule appellation : Stellatio habentis palmam delibutam, qui est la traduction de ممسك العنّان Mumsik al-ᶜInān, que donne al-Ḥağğāğ b. Maṭar avant العيّوق al-ᶜAyyūq, soit le nom arabe de la constellation et أنيخس Anīḫus, soit la transcription arabe du grec Ἑνίοχος. À son époque, on ne lit pas encore le nom grec dans le texte, ce qui n’adviendra qu’à la Renaissance. Et l’on trouve par exemple, dans l’Uranometria de Johann Bayer (1603), sous le titre AURIGA, une liste de noms connus dans les différentes langues, en particulier en latin Retinens habenas et Erichteus, puis Arab. Alhaiot, seu Alhatod , qui est العيّوق al-ᶜAyyūq, le nom de la figure dans le ciel arabe traditionnel. Ces noms figurent encore dans plusieurs catalogues jusqu’à ce que la nomenclature approuvée en 1930 par l’Union astronomique internationale (UAI) ne chasse définitivement les appellations autres que Auriga, à l’exception du grec Ἑνίοχος.

## Observation des étoiles

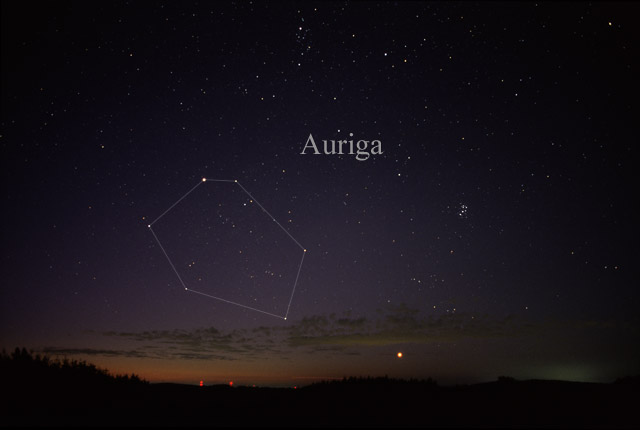
Constellation du Cocher.

## Étoiles principales

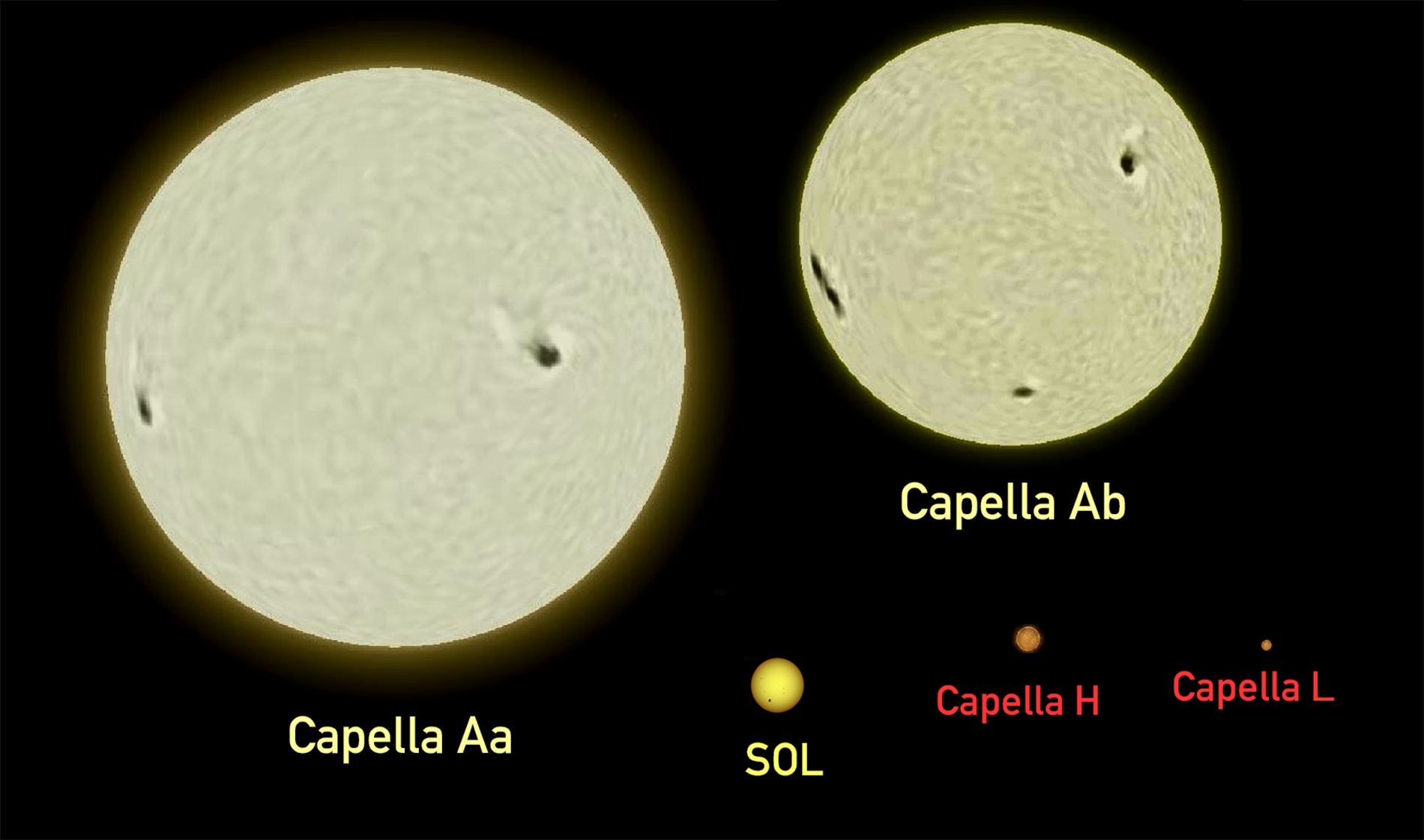
Capella (α Aurigae); composé de deux étoiles jaunes de classe G, chacune 10 fois plus grosse que le Soleil,